# قائمة النجوم
هذه القائمة هي مجموعة قوائم للنجوم حسب تصنيفها. هناك أجرام سماوية تقضي وجودها في جمع الطاقة بواسطة الاندماج النووي.

## المكان
- قائمة كوكبات النجوم

## الاسم
- قائمة أسماء النجوم التقليدية
- قائمة أسماء النجوم العربية
- قائمة أسماء النجوم الصينية
- قائمة أسماء الناس للنجوم

## المسافة
- قائمة أقرب النجوم إلينا
- قائمة النجوم الساطعة القريبة
- قائمة أشد النجوم سطوعا

## الخاصية الفيزيائية
- ألمع النجوم تاريخيا
- قائمة النجوم الأكثر إضاءة
- قائمة أكبر النجوم كتلة
- قائمة أكبر النجوم
- قائمة أقل النجوم كتلة

## التقلب أو عوامل أخرى
- قائمة النجوم المتغيرة
- قائمة النجوم المتغيرة شبه المنتظمة
- قائمة مرشحي سوبر نوفا
- قائمة النجوم خارج المجموعة الشمسية
- قائمة الكواكب الخارجية غير المؤكدة
- قائمة الأقزام البنية
- قائمة الثقوب السوداء

## قوائم نجوم أخرى
- قائمة النجوم النقيضة
- قائمة النجوم المتفجرة
- الشموس التناظرية
- قائمة نجوم الملاحة
- قائمة النجوم والأنظمة الكوكبية الخيالية

## روابط خارجية
- الاتحاد الفلكي الدولي: IAU
- Sol Station — معلومات عن النجوم القريبة والساطعة.